# Liljekors

Liljekors

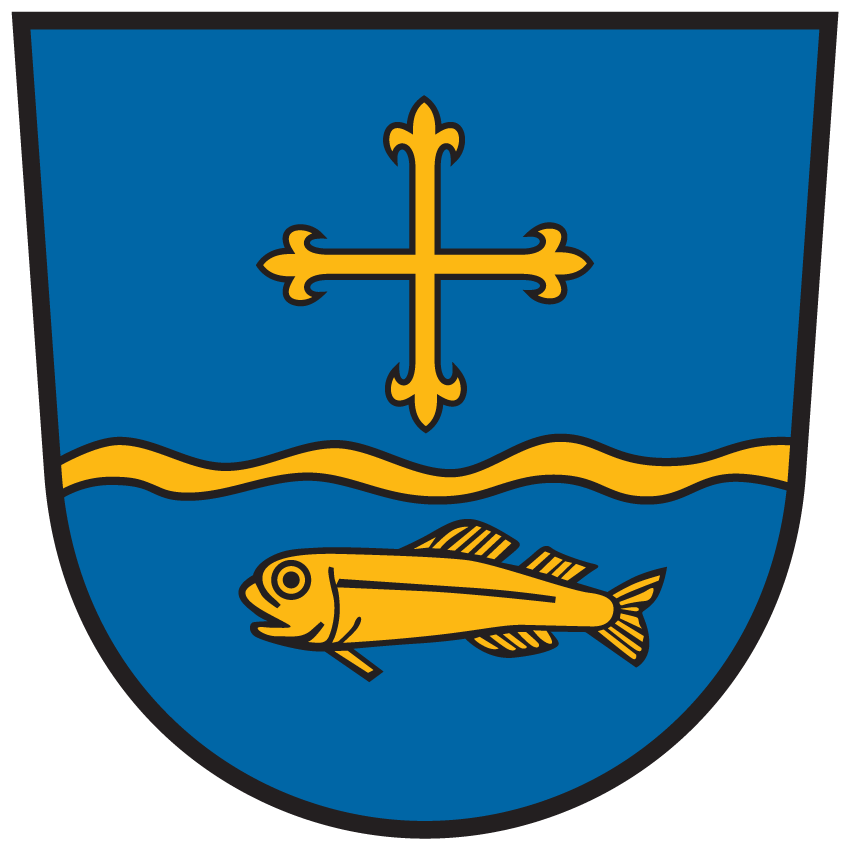
Ett liljekors i vapnet för kommunen Maria Wörth i Österrike.

Liljekors kallas ett kors vars korsarmar avslutas med formen av heraldiska liljor.
1. ↑  Newton, William (1846). A Display of Heraldry. sid. 165. https://play.google.com/books/reader?id=mqpfAAAAcAAJ&pg=GBS.PA164. Läst 5 juli 2025